# Moyenneville, Oise

Moyenneville este o comună în departamentul Oise, Franța. În 1 ianuarie 2022 avea o populație de 584 de locuitori.